# Manfred Behrend
Manfred Behrend (* 9. April 1930 in Berlin; † 14. Januar 2006 ebenda) war ein deutscher Historiker und Publizist.

## Leben
Von 1949 bis 1950 absolvierte er ein Volontariat bei der Berliner Zeitung und besuchte von 1951 bis 1953 eine Arbeiter-und-Bauern-Fakultät. Von 1953 bis 1957 studierte er Geschichte an der Humboldt-Universität zu Berlin. 
Anschließend arbeitete er bis 1961 als Nachrichtenredakteur beim Berliner Rundfunk, wo er wegen verbotener Westbesuche entlassen wurde. Im Rahmen seiner Arbeit als Lektor beim Verlag Rütten & Loening lernte er Hanna Köditz (Übersetzerin, z. B. aus dem Amerikanischen) kennen, die er 1962 heiratete. Von 1962 bis 1971 war er wissenschaftlicher Mitarbeiter beim Deutschen Institut für Zeitgeschichte, von 1971 bis 1990 beim Institut für Internationale Politik und Wirtschaft.

## Schriften (Auswahl)
- mit Monika Prenzel: Die Republikaner. Neue Rechte oder 1000 Jahre und kein Ende. Leipzig 1990, ISBN 3-332-00368-2.
- Franz Josef Strauß. Eine politische Biographie. Köln 1995, ISBN 3-929008-82-3.
- Leo Trotzki (1879–1940). Verdienste und Fehler eines großen Revolutionärs. Berlin 1999, OCLC 44643044.
- Eine Geschichte der PDS. Von der zerbröckelnden Staatspartei zur Linkspartei. Köln 2006, ISBN 3-89900-117-6.
- Zeitgeschichte – Zeitzeugen der Geschichte. Chancen, Versuchungen und Gefahren. Kolloquium zum 75. Geburtstag von Manfred Behrend und Gerhard Fischer (Pankower Vorträge 75), Helle Panke, Berlin 2005.